# Langey
Langey település Franciaországban, Eure-et-Loir megyében. Lakosainak száma 355 fő (2018. január 1.). Langey Ruan-sur-Egvonne és Bouffry községekkel határos.

## Népesség
A település népességének változása:
| Lakosok száma | 429  | 357  | 363  | 297  | 315  | 357  | 352  | 351  | 350  | 355  |
|               | 1968 | 1975 | 1982 | 1990 | 1999 | 2011 | 2013 | 2015 | 2017 | 2018 |